# Lunar Orbiter 3
Il Lunar Orbiter 3 fu il terzo satellite lunare appartenente al Programma Lunar Orbiter. Il suo scopo era quello di ottenere foto della Luna che permettessero di scegliere adeguati siti per gli atterraggi delle sonde Surveyor e per le missioni Apollo.

## La Missione

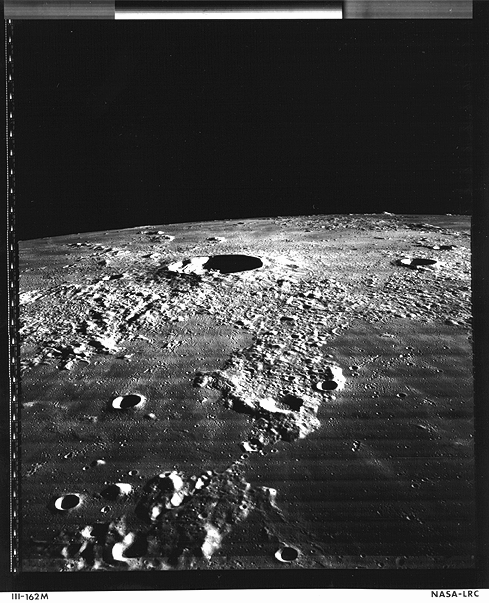
La Luna ripresa dal Lunar Orbiter 3.

Il Lunar Orbiter 3 fu lanciato il 5 febbraio del 1967 alle 01:17:00 UTC e si immise in un'orbita di parcheggio terrestre. L'8 febbraio successivo raggiunse la Luna e si immise in orbita senza alcun problema. La sonda eseguì foto della superficie lunare dal 15 febbraio fino al 23 febbraio, per poi trasmetterle a Terra dal 2 marzo successivo. Il meccanismo di trascinamento della pellicola ebbe un comportamento irregolare, per questo i tecnici decisero di anticipare la trasmissione a terra delle foto. Il 4 marzo il motorino di trascinamento pellicola si guastò definitivamente e andarono perduti circa il 25% degli scatti eseguiti. In totale furono ricevute 149 immagini a media risoluzione e 477 ad alta risoluzione.
Alcuni scatti furono eccezionali, con una risoluzione di 1 metro per pixel, tanto che fu possibile individuare il sito di atterraggio del Surveyor 1.
I contatti con la sonda durarono fino al suo impatto lunare, avvenuto il 9 ottobre 1967 alle coordinate 14.3° nord - 97,7° ovest.